# Liste der Friedhöfe in Kassel
Die Liste der Friedhöfe in Kassel gibt eine Übersicht über Friedhöfe und Begräbnisstätten in der Stadt Kassel in Hessen. In Kassel gibt es keine kommunalen Friedhöfe, was in der Bundesrepublik Deutschland eine Besonderheit darstellt. Rechtsträger der 15 nicht-jüdischen Friedhöfe bzw. der Kriegsgräberfelder in Niederzwehren ist der Gesamtverband der Evangelischen Kirchengemeinden in Kassel. Daneben gibt es zwei jüdische Friedhöfe, einen erhaltenen historischen Friedhof, ein Kunstprojekt als Begräbnisstätte und mehrere Kriegsgräberstätten. Es gab sicher in Kassel noch andere Begräbnisorte, so sind weitere jüdische Friedhöfe belegbar, allerdings sind sie nicht mehr erhalten und die genauen Standorte inzwischen unbekannt.

## Friedhöfe in Trägerschaft des Gesamtverbands der Evangelischen Kirchengemeinden in Kassel
Diese Friedhöfe werden vom Gesamtverband der Evangelischen Kirchengemeinden in Kassel getragen und durch die Friedhofsverwaltung betreut. Alle Personen, die zum Zeitpunkt ihres Todes in Kassel gewohnt haben, können ungeachtet ihrer Konfession auf diesen Friedhöfen bestattet werden.
| Bezeichnung            | Stadtbezirk             | Adresse und Lage          | Eröffnung / Schließung           | Beschreibung | Bild |
| ---------------------- | ----------------------- | ------------------------- | -------------------------------- | --- | ---- |
| Hauptfriedhof          | Nord-Holland            | Tannenheckerweg 6         | 1843                             | Der Hauptfriedhof ist mit ca. 40 ha Fläche der größte Friedhof von Kassel. Hier wurden die meisten der Opfer der Bombenangriffe auf Kassel auf einem großen Gräberfeld bestattet. Angeschlossen an den Hauptfriedhof befindet sich das Krematorium. Auf dem Gelände des Hauptfriedhofs befindet sich auch ein Militärfriedhof. Er wurde am 14. April 1860 eröffnet. Hier befinden sich größere Kriegsgräberstätten aus dem Ersten Weltkrieg für deutsche Soldaten und russische Kriegsgefangene. Daneben findet sich hier ein Gedenkstein für französische Gefangene aus dem Krieg 1870/71. Lange Zeit wurden hier nur verstorbene Soldaten und ihre Angehörigen bestattet. Heute werden auf dem Areal Friedparkgräber angeboten. |      |
| Friedhof Bettenhausen  | Bettenhausen            | Fasanenweg 1/3/9          | 1883                             | Der Bettenhäuser Friedhof wurde gegenüber dem damaligen jüdischen Friedhof (heute alter jüdischer Friedhof) errichtet. |      |
| Friedhof Harleshausen  | Harleshausen            | Wegmannstraße 46          | 1911                             | Aus der Zeit der Eröffnung stammt die alte Friedhofskapelle die restauriert wurde und für Veranstaltungen z. B. Trauerkaffee genutzt wird. Die Neue Friedhofskapelle wurde 1980 eingeweiht. |      |
| Friedhof Kirchditmold  | Kirchditmold            | Zum Berggarten 11         | 1860                             | Der Friedhof wurde unterhalb der Kirche auf einem Kalksteinrücken errichtet. Die runde, mit Schiefer eingedeckte Friedhofskapelle steht unter Denkmalschutz. |      |
| Friedhof Niederzwehren | Niederzwehren           | Wartekuppe 5              | 1850                             | Die Friedhofskapelle wurde zu Beginn des 20. Jahrhunderts von der Industriellenfamilie Credé gestiftet. |      |
| Nordfriedhof           | Fasanenhof              | Am Felsenkeller 31        | 1984                             | Der Nordfriedhof ist der jüngste der Kasseler Friedhöfe und wurde aufgrund von Platzmangel auf den anderen Stadtteilfriedhöfen errichtet. |      |
| Friedhof Nordshausen   | Nordshausen             | Grubenrain 18             | Zwischen 1880 und 1890 angelegt. | Einer der kleinsten Friedhöfe in Kassel. |      |
| Friedhof Oberzwehren   | Oberzwehren             | Rengershäuser Str. 2 A    | 1889                             | Einer der kleinsten Friedhöfe in Kassel. |      |
| Friedhof Rothenditmold | Rothenditmold           | Gelnhäuser Straße 1       | 1871                             | Gegenüber der Friedhofskapelle, die nach dem Zweiten Weltkrieg wieder aufgebaut wurde, sind etwa 1600 Bombenopfer begraben. |      |
| Friedhof Wahlershausen | Bad Wilhelmshöhe        | Rammelsbergstr. 16        | 1865                             | Der Friedhof der früheren eigenständigen Gemeinde Wahlershausen wurde am Südhang des Rammelsbergs errichtet. Die Friedhofskapelle befindet sich fast am höchsten Punkt des Friedhofs. |      |
| Friedhof Waldau        | Waldau                  | Nürnberger Straße 246     | 1880                             | Die alte Friedhofskapelle wurde 1900 erbaut und bis 1991 genutzt. Sie wurde abgerissen und im selben Jahr durch einen Neubau ersetzt. |      |
| Friedhof Wehlheiden    | Wehlheiden              | Friedenstraße 55          | 1833                             | Der Friedhof Wehlheiden ist, nach dem Hauptfriedhof, der zweitgrößte Friedhof von Kassel. Durch die Sternbergstraße ist er in zwei Hälften geteilt. Der südliche Teil ist der sogenannte neue Friedhof. Er wurde 1833 in Betrieb genommen und anschließend mehrfach erweitert. Von der in Fachwerkbauweise errichteten Kapelle ist kein Eröffnungsjahr bekannt. Am nördlichen Eingang befindet sich ein großer, breitgelagerter Sandstein mit der Inschrift: „Dieser Gottesacker wurde angelegt unter dem zeitigen Greben Nicolaus Kersten und eingeweihet von den Pfarrer Gottfried Fenner am 3. April 1833“ |      |
| Westfriedhof           | Süsterfeld-Helleböhn    | Heinrich-Schütz-Allee 211 | 1970                             | Auf dem Westfriedhof werden auch muslimische Bestattungen durchgeführt. Es gibt ein nach Mekka ausgerichtetes Gräberfeld und einen Raum für die rituelle Totenwaschung. |      |
| Friedhof Wolfsanger    | Wolfsanger / Hasenhecke | Wolfsgraben 23            | 1858                             | Der Friedhof Wolfsanger ist oberhalb des alten Ortskern angelegt worden. Er besteht aufgrund des Geländes aus zwei Terrassen. Beide Friedhofsteile sind durch eine Rampe verbunden. Der untere Teil stellt den älteren Friedhofsteil dar, während der obere der neue Teil ist, auf dem auch die aus Sandsteinbruchsteinen errichtete Friedhofskapelle liegt. |      |

## Jüdische Friedhöfe
| Bezeichnung              | Stadtbezirk  | Adresse und Lage | Eröffnung / Schließung                                                         | Beschreibung                               | Bild |
| ------------------------ | ------------ | ---------------- | ------------------------------------------------------------------------------ | ------------------------------------------ | ---- |
| Alter jüdischer Friedhof | Bettenhausen | Fasanenweg       | um 1630/1933 (es fanden jedoch später noch Beisetzungen von Ehepartnern statt) | → Hauptartikel : Jüdischer Friedhof Kassel |      |
| Neuer jüdischer Friedhof | Bettenhausen | Fasanenweg       | 1932                                                                           | → Hauptartikel : Jüdischer Friedhof Kassel |      |

## Friedhof Mulang
| Bezeichnung     | Stadtbezirk      | Adresse und Lage                       | Eröffnung / Schließung     | Beschreibung | Bild |
| --------------- | ---------------- | -------------------------------------- | -------------------------- | --- | ---- |
| Friedhof Mulang | Bad Wilhelmshöhe | Schlossteichstraße / Ecke Mulangstraße | Ab 1817 (erste Bestattung) | Der Friedhof Mulang zählt zu dem kleinsten Friedhof in Kassel. Der Bau des Friedhofs wurde durch Kurfürst Wilhelm I. von Hessen-Kassel initiiert. Im Jahr 1817 erfolgte vermutlich die erste Bestattung. Zunächst war der Friedhof den verstorbenen Bediensteten des Fürstenhofes vorbehalten. Später wurden hier vor allem Mitarbeiter der Schloss- und Parkverwaltung beerdigt. Nachdem Wilhelmshöhe 1928 zu Kassel eingemeindet wurde durfte der private Friedhof weiter betrieben werden, war aber nur den verstorbenen Bürgern von Wilhelmshöhe vorbehalten. Später wurde dann diese Regel gelockert. Derzeit befinden sich auf dem Friedhof 78 Gräber, wobei acht Grabsteine keinen Namen tragen. Zu den im Mulang Bestatteten gehört unter anderem Hermann Schafft, Carl Steinhofer und Paul Dierichs. |      |

## Künstler-Nekropole
Die Künstler-Nekropole ist ein vom documenta-Künstler Harry Kramer initiiertes Projekt. Auf Einladung der Künstler-Nekropole-Stiftung werden documenta-Künstler aufgefordert, ihr Grabmal zu gestalten und sich testamentarisch dazu zu verpflichten, dass ihre Urne dort bestattet wird. Träger ist die Künstler-Nekropole-Stiftung und damit die Stadt Kassel.
| Bezeichnung        | Stadtbezirk                         | Adresse und Lage                 | Eröffnung / Schließung | Beschreibung                        | Bild |
| ------------------ | ----------------------------------- | -------------------------------- | ---------------------- | ----------------------------------- | ---- |
| Künstler-Nekropole | Harleshausen/Naturpark Habichtswald | (Verlängerung der Ahnatalstraße) | Ab 1992                | → Hauptartikel : Künstler-Nekropole |      |

## Altstädter Friedhof
Der Altstädter Friedhof ist ein erhaltener historischer Friedhof und wird durch das Garten- und Umweltamt der Stadt Kassel gepflegt.
| Bezeichnung         | Stadtbezirk | Adresse und Lage | Eröffnung / Schließung      | Beschreibung                         | Bild |
| ------------------- | ----------- | ---------------- | --------------------------- | ------------------------------------ | ---- |
| Altstädter Friedhof | Mitte       | Lutherplatz      | Ab 1564 nachgewiesen / 1843 | → Hauptartikel : Altstädter Friedhof |      |

## Niederzwehren Cemetery
Der Niederzwehren Cemetery ist ein von der Commonwealth War Graves Commission (CWGC) erbauter und betreuter Soldatenfriedhof.
| Bezeichnung            | Stadtbezirk   | Adresse und Lage | Eröffnung / Schließung | Beschreibung                            | Bild |
| ---------------------- | ------------- | ---------------- | ---------------------- | --------------------------------------- | ---- |
| Niederzwehren Cemetery | Niederzwehren | Am Keilsberg     | 1915 /                 | → Hauptartikel : Niederzwehren Cemetery |      |

## Russischer Friedhof Niederzwehren
Der Russische Friedhof Niederzwehren ist ein von der Friedhofsverwaltung Kassel betreuter Soldatenfriedhof.
| Bezeichnung                       | Stadtbezirk   | Adresse und Lage | Eröffnung / Schließung | Beschreibung | Bild |
| --------------------------------- | ------------- | ---------------- | ---------------------- | --- | ---- |
| Russischer Friedhof Niederzwehren | Niederzwehren | Am Keilsberg     |                        | In der parkartigen Anlage sind 1843 russische Kriegsgefangene anonym bestattet, ein russisch-orthodoxes Kreuz erinnert an sie. |      |